# Toggel
Der Toggel, auch das Toggeli ist wie das Tuntschi und der Fengg eine Sagengestalt in den Schweizer Alpen. Im Luzernischen heisst es auch Schrättli. 
Das Toggeli zählt zu den Nachtmahren, also zu den nachtaktiven Sagengestalten. Es verhält sich gegenüber Mensch und Vieh aggressiv und bösartig. Dem Menschen setzt es sich auf die Brust, bis er nicht mehr atmen kann. Tiere im Stall plagt es auf verschiedenste Weise. 
Gegen das Toggeli sollen die Schuhe verkehrt herum vor das Bett gestellt oder ein Messer mit offener Klinge nach oben in die Wand gesteckt werden. Im Stall hilft dem Volksglauben nach eine an die Türe gelehnte Sense mit Dengel nach oben.